# Håkan Mild
Stig Håkan Mild (* 14. června 1971 Trollhättan) je bývalý švédský fotbalový záložník a reprezentant. Mimo Švédska působil ve Švýcarsku, Španělsku a Anglii.

## Reprezentační kariéra
V A-mužstvu Švédska debutoval 17. dubna 1991 v přátelském zápase proti týmu Řecka (remíza 2:2).
Celkem odehrál v letech 1991–2001 ve švédském národním týmu 74 zápasů, vstřelil 8 gólů.
Účast Håkana Milda na vrcholových turnajích:
- LOH 1992 ve Španělsku (prohra 1:2 ve čtvrtfinále s Austrálií)[3]
- Mistrovství světa 1994 v USA (3. místo)[4]
- Mistrovství Evropy 2000 v Nizozemsku a Belgii (vyřazení v základní skupině B)[5]